# Incendie de Windscale
 (mars 2022).
Si vous disposez d'ouvrages ou d'articles de référence ou si vous connaissez des sites web de qualité traitant du thème abordé ici, merci de compléter l'article en donnant les références utiles à sa vérifiabilité et en les liant à la section « Notes et références ».
L'incendie de Windscale s'est produit le 10 octobre 1957 dans la première centrale nucléaire britannique (le site a ensuite été rebaptisé Sellafield). L'accident a été jugé de niveau 5 sur l'échelle INES.

## Contexte
La centrale de Sellafield (anciennement Windscale) est située à proximité du village de Seascale, dans le comté de Cumbria sur la côte de la mer d'Irlande. Elle a été construite sur le site de l'une des usines d'armement du gouvernement britannique (Royal Ordnance Factories) fabricant du TNT, qui a été transformée après la Seconde Guerre mondiale par le Ministre des Approvisionnements afin de produire du plutonium et autres éléments nécessaires pour doter le pays de l'arme nucléaire.
Le site est conçu peu après la guerre par l'Établissement de recherche atomique d'Harwell sous la direction du Baron William Penney. Les travaux débutent en 1947 et sont achevés fin 1950. Deux réacteurs nucléaires, dits Windscale Pile 1 et Pile 2, sont construits. Ils sont modérés au graphite, comme le réacteur américain de Hanford, mais refroidis par air,.
Ce site est le principal complexe de la filière électronucléaire britannique.

## Effet Wigner
L'effet Wigner se produit dans le graphite irradié et se traduit par des phénomènes de décharge rapide de bouffées d'énergie, causant de fortes montées en température pouvant entraîner l'inflammation du graphite. Ces décharges sont produites par une réorganisation de la structure cristalline du graphite après une exposition à un flux neutronique. Pour éviter ces bouffées d'énergie, la technique utilisée par les scientifiques anglais consistait à chauffer le graphite aux environs de 250 °C, ce qui assouplit la structure et permet aux atomes de reprendre leur place. Au moment de l'accident, le réacteur 1 avait déjà subi huit opérations de recuisson, mais les ingénieurs et scientifiques chargés du réacteur n'arrivaient pas à expliquer pourquoi ces opérations devenaient de plus en plus longues et demandaient une température de plus en plus élevée à chaque fois, par manque d'expérience sur l'effet Wigner.

## Incendie nucléaire
En outre, le réacteur numéro 1 était utilisé au moment de l'accident dans une configuration différente de celle pour laquelle il avait été conçu initialement (les cartouches avaient été chargées avec un mélange d'uranium et de lithium, afin de produire du tritium, alors que le réacteur était conçu à l'origine uniquement pour traiter de l'uranium). De même, les thermocouples utilisés pour surveiller la température du réacteur avaient une disposition adaptée à la première utilisation, mais pas à la production de tritium.
Le 7 octobre 1957, les opérateurs remarquèrent que le réacteur s'échauffait anormalement et pensèrent assister à une décharge d'énergie. Il fut alors décidé de provoquer un cycle de recuisson pour annuler l'effet Wigner, opération déjà faite à huit reprises dans le passé. Le réacteur se comporta cependant à l'inverse des prévisions, en se refroidissant presque partout au lieu de s'échauffer. Les opérateurs relancèrent alors une seconde fois l'opération le 8 octobre, qui se traduisit cette fois par un échauffement général.
Le 10 octobre, le personnel chargé du réacteur commença à noter un comportement anormal de ce dernier, qui continuait à chauffer, alors que la décharge de Wigner aurait dû être terminée. Le réacteur atteignant 400 °C, il fut décidé d'augmenter son refroidissement en accélérant les ventilateurs. Les systèmes de sécurité indiquèrent alors la présence anormale de radioactivité dans la cheminée, ce qui laissa penser qu'une des cartouches s'était rompue dans le réacteur. Cette situation s'étant déjà produite dans le passé, les opérateurs ne s'inquiétèrent pas et décidèrent de maintenir les ventilateurs à vitesse élevée pensant être en phase de décroissance de l'effet Wigner.
Néanmoins, l'élévation de température anormale n'était pas due à une décharge d'énergie, mais à une cartouche qui s'était enflammée après s'être brisée. Les ventilateurs de refroidissement eurent donc l'effet d'attiser les flammes, ce qui expliquait la montée en température. L'incendie de la cartouche se propagea alors vers les autres canaux du réacteur, entraînant la destruction de plusieurs autres cartouches contenant l'uranium. Une tentative de soufflage du foyer en poussant les ventilateurs au maximum eut pour conséquence d'attiser encore plus le feu. Des ingénieurs décidèrent d'ouvrir un panneau d'inspection et constatèrent que les cartouches étaient chauffées à blanc. Les tentatives pour expulser le combustible nucléaire en dehors des canaux se soldèrent par un échec, les cartouches restant bloquées dans les canaux à cause des déformations dues à la chaleur.
Le 11 octobre, la température fut mesurée à plus de 1 300 °C et il fut estimé que 11 tonnes de combustible nucléaire étaient en feu. La température élevée commençait à fragiliser l'enveloppe du réacteur qui menaçait de s'effondrer. Il fut alors décidé de tenter d'éteindre le feu avec de l'eau (une précédente tentative d'extinction au dioxyde de carbone s'était soldée par un échec, la température trop élevée entraînait un fractionnement des molécules, qui libérait alors l'oxygène de ces dernières, accélérant la combustion). L'extinction avec de l'eau est normalement à éviter avec l'uranium, qui s'oxyde violemment à ces températures. Le risque était que l'uranium capture l'oxygène de l'eau et en libère l'hydrogène, formant alors un mélange explosif avec l'air.
Une première tentative se solda par un échec, le flux d'air empêchant l'eau d'entrer en contact suffisamment avec les flammes. L'ingénieur en chef Tom Tuohy décida alors de stopper les ventilateurs. Les flammes diminuèrent puis disparurent et le cœur du réacteur montra les premiers signes de refroidissement. Il fut décidé de maintenir le flux d'eau dans le réacteur pendant 24 heures, pour garantir son refroidissement complet.
Une fois l'incendie éteint, et bien qu'il contînt encore 15 tonnes de combustible nucléaire, le réacteur fut scellé, car on craignait que l'hydrure d'uranium pyrophorique ne provoque une reprise de l'incendie. Les investigations menées lors des opérations de déclassement préliminaires à la démolition du réacteur montrèrent cependant que ces craintes n'étaient pas fondées. La démolition complète du réacteur numéro 1 est prévue pour 2037.
L'incendie nucléaire provoqua le rejet des produits de fission à l'extérieur, essentiellement 740 térabecquerels d'iode 131. Le nuage radioactif parcourut ensuite l'Angleterre, porté par les vents, puis toucha le continent sans que la population n'en soit avertie.
Il ressort de documents officiels, tombés dans le domaine public au 1er janvier 1988 après avoir été classés « confidentiels » pendant trente ans, que le Premier ministre de l'époque, Harold Macmillan, avait interdit la publication du rapport détaillé sur les causes de l'incendie,. Windscale a ensuite été rebaptisé Sellafield.

## Impact sanitaire
Il n'y eut aucune évacuation dans les environs, mais les autorités sanitaires se préoccupèrent de ce que le lait ait pu être contaminé à des niveaux le rendant impropre à la consommation. Le lait produit dans les 500 km2 environnant fut collecté et détruit (dilué au millième et rejeté en mer d'Irlande) pendant près d'un mois.
La principale préoccupation à cette époque était l'iode 131, qui n'a qu'une demi-vie de huit jours, mais est incorporé dans le corps humain et est concentré par la thyroïde. En conséquence, la consommation d'aliments contaminés à l'iode 131 conduit fréquemment à un cancer de la thyroïde.
Sur les 238 personnes examinées, 126 sont légèrement contaminées au niveau de la thyroïde ; la dose maximale relevée est de 0,16 sievert. En comparaison, la limite annuelle d'incorporation de l'iode 131 à ne pas dépasser pour le personnel du nucléaire correspond à une dose de 0,05 sievert à la thyroïde. Parmi le personnel de l'installation, 96 personnes présentent, malgré le port d'un masque, des doses à la thyroïde allant jusqu'à 0,1 sievert. Quatorze autres agents subissent une faible irradiation externe qui reste inférieure à celle que délivrent certaines radiographies médicales. Les doses les plus élevées mesurées sur ces agents sont égales à 0,047 sievert, soit un peu moins que la limite annuelle d'irradiation de l'organisme entier à ne pas dépasser pour le personnel du nucléaire. En 1983, une enquête journalistique britannique annonçait un taux de cancers, parmi les enfants, plus élevé que la moyenne nationale dans le village de Seascale, situé non loin de Sellafield ; ce point ne fut pas confirmé par le Committee on Medical Aspects of Radiation in the Environment (en) (COMARE) britannique.
Il fut initialement estimé que l'incident de Windscale pût être à l'origine de 200 cancers supplémentaires pour la population concernée. En 2007, ce chiffre fut réévalué à 240 cas. Ces estimations étaient cependant fondées sur la modélisation linéaire sans seuil, utilisée en radioprotection individuelle, mais dont l'application à l'exposition de populations à de faibles doses d'irradiation est considérée comme non légitime par les autorités de protection radiologique.
De fait, une étude menée en 2010 auprès des travailleurs directement impliqués dans le nettoyage — et formant la population la plus exposée — n'identifia aucune conséquence significative à long terme sur leur santé,.

## Filmographie
- (en) [vidéo][Production de télévision] « Windscale: Britain's biggest nuclear disaster », 2007, BBC (consulté le 25 novembre 2023)